# Tabanus nematocallus
Tabanus nematocallus är en tvåvingeart som beskrevs av David Fairchild 1985. Tabanus nematocallus ingår i släktet Tabanus och familjen bromsar. Inga underarter finns listade i Catalogue of Life.